# Cyclyrius
Cyclyrius là một chi bướm ngày thuộc họ Lycaenidae.